# Бханга
не путать с Бханг
Бханга (бенг. ভাঙ্গা, англ. Bhanga) — город в центральной части Бангладеш, административный центр одноимённого подокруга. Расположен на берегах реки Кумар. Площадь города равна 20,38 км². По данным переписи 2001 года, в городе проживало 30 426 человек, из которых мужчины составляли 52,13 %, женщины — соответственно 47,87 %. Уровень грамотности населения составлял 35,2 % (при среднем по Бангладеш показателе 43,1 %). 